# 小田切新太郎
小田切 新太郎（おだぎり しんたろう、1907年8月12日 - 1997年4月17日）は、日本の経営者。信越化学工業社長、会長を務めた。長野県上高井郡須坂町（現須坂市）出身。

## 経歴
旧制長野中学を経て、1932年に早稲田大学商学部を卒業し、同年に信越化学工業に入社。
1948年6月に取締役に就任し、常務、専務を経て、1971年7月に副社長に就任し、1974年7月に業界不況の状況で社長に就任する。
経理・財務担当常務時代は、数字を綺麗に書くこと、判子は伝票に書かれている内容をよく見て、グッと力を入れてまっすぐ縦に押すこと、ソロバンで加減乗除の計算ができるようにすることを経理担当に厳命、管理部門の強い権限を変革して販売、製造、研究各部門に権限を振り分けた。公認会計士と会う時は、経理・財務と意見が合わない時や、少しおかしいと思った時は直接自分のところへ情報を持ってくるよう要請していた。
経営者として「正確さ、迅速さ、誠実さ」と「利益を上げて、結果として税金を納めることが企業の最大の社会貢献」という考えを重要視し、一円の利益・キャッシュフローを大切にして、社員全員がコスト意識を持つ経営を徹底した。
また、トップが率先垂範して自ら謝罪や説明を実践する経営を貫き、商品が適合せずクレームがきた時は、社長として一番先に顧客へ謝罪に出かけ、税務当局への説明も自ら先頭に立った。
社長就任翌年には監査役と取締役の車を廃止、新潟県の直江津工場が連続して大赤字を出すと全役員を三か月に一回直江津工場に集めて取締役会を開いた。
合弁会社を設立する時の契約書には、「自社の持分を売りたい時は必ず合弁相手に最初に言わなければならない」という条項を必ず入れさせた。その条項によりダウコーニング社との合弁で設立した信越半導体と、米国のロビンテック社との合弁で設立したシンテックの合弁側持ち株を買収して100％子会社化することを決断する。アフターM&Aの経営状況を重視しながら実行した二つのM&Aにより、信越化学工業が世界規模の秒速で変化する経営状況に迅速に対応する経営基盤を確立した。抜擢した金川千尋にシンテックの経営を、信越半導体の経営を田村喜八に託して世界的企業へ脱皮する礎を築き「信越化学工業中興の祖」と評価された。
1983年8月には会長に就任、社用車を返上しようとしたが、会長の車が無くなったら顧問の車もなくなると危惧した小坂善太郎特別顧問と小坂徳三郎最高顧問が思いとどまるように掛け合ったため、しぶしぶ社用車に乗り続けた。
1983年4月に勲二等瑞宝章を受章。
1990年代に日本経済新聞の証券部長から「私の履歴書」の執筆依頼を受けると、小坂善太郎特別顧問と小坂徳三郎最高顧問が登場していない連載に自分が登場するわけにいかないと辞退、しばらくして小坂善太郎が「私の履歴書」に登場した。
1997年4月17日、呼吸不全のために死去。89歳没。信越化学工業を世界的優良企業に飛躍させた金川千尋は、信越化学の取締役会で反対意見が多かったシンテックの全額出資化を、小田切社長が平の取締役だった私を信頼して反対を押し切り全経営を任せてくれた。私の弱点をカバーしながら経営を託してくれた。もし小田切さんに出会わなければ私は会社を辞めて事業を興していたと深く尊敬していた。

## 家族・親族
- 祖父：小田切為之助（屋号「東糀屋」、第6代須坂町長、須坂織物初代社長）
  - 祖父の弟：越寿三郎（実業家、「山丸組」（製糸業）、信濃電気、信越窒素肥料（現・信越化学工業）社長）
    - 越寿三郎の婿養子：越六郎（長野電灯社長・花岡次郎（小坂善之助の娘婿、小坂順造・小坂武雄の義兄）の実弟）

  - 祖父の義弟：小田切啓蔵（神林清兵衛（製糸業）の実弟で、山木製糸所を創業）
  - 祖父の従弟：小田切磐太郎（内務官僚、官選県知事、衆議院議員、信濃電気副社長）
- 祖母：小田切うん（小田切家宗家「西糀屋」小田切辰之助二女）[18]
  - 祖母の妹：花岡とし（花岡四郎（花岡次郎の弟）の妻[19]
- 父：小田切新蔵
  - 伯母小夏の夫：丸山忠治（陸軍軍医少将）[20]

- 祖父：飯島正治（六十三銀行頭取）
- 母：はる（飯島正治長女）
  - 叔父：飯島正一（八十二銀行頭取）

- 妻：志寿子（佐々木高志の四女、佐々木高行侯爵の孫）[21]
  - 長女：弘子
  - 二女：久子
  - 長男：康城
  - 長男の妻：登代子（大谷光照伯爵の三女）

- 義兄：小出隆（姉・花の夫長野農工銀行初代頭取・衆議院議員小出八郎右衛門の息子、八十二銀行頭取）
- 義弟：小出弘（妹・淳子の夫、小出八郎右衛門の息子、昭和倉庫社長）[21]
- 弟：小田切禎三
- 弟：小田切達治
- 妹：野崎常